# Kogaionon
Kogaïonon était une montagne sacrée dans la religion des Daces, liée au culte du prophète Zalmoxis. 

## Histoire
Dans l'antiquité, le nom de Kogaïonon (en grec Κωγαίονον, en latin Cogaeonum) a été rapporté par le géographe grec Strabon dans son ouvrage Geographica (ou Rerum Geographicarum libri XVII, dans les éditions modernes). Selon Strabon, les Daces pensent que Zalmoxis a vécu en ermite sur cette montagne, avant de prêcher sa doctrine, un culte à mystères mal connu, peut-être proche de l'orphisme.

## Étymologie
On ignore l'étymologie du nom Kogaïonon, d'autant que la langue dace est quasi-inconnue, mais les protochronistes affirment qu'il signifie « montagne sacrée », à partir de kaga, attesté au IIe siècle dans des inscriptions grecques découvertes à Tomis, qu'ils pensent être l'équivalent du latin sacrum.

## Localisation
Plusieurs lieux sont supposés avoir été le mont Kogaïonon, mais sans sources ni preuves archéologiques pour étayer ces affirmations :
- des sommets des Carpates orientales, à la limite entre la Transylvanie et la Moldavie, autour du tripoint où se rencontrent les județe (départements) de Bacău, de Covasna et de Harghita, parce que ces sommets se trouvent entre les deux vallées de Cașin (nom supposé provenir de Kogaïonon) situées l'une en Transylvanie (Covasna), l'autre en Moldavie (Bacău)[2] ;
- des sommets des monts Bucegi, parce qu'on y trouve les formations calcaires d'érosion éolienne des Babele (« les vieilles » en roumain) et du « Sphinx des Bucegi » (qui, avant que le sphinx d'Égypte n'entre dans la culture populaire roumaine, était appelé simplement capul, « la tête » en roumain, nom rapproché de Kogaionon, bien qu'il provienne du latin caput…) ;
- le massif calcaire blanc de Piatra Craiului (« pierre du prince » en roumain), parce qu'il comporte des grottes pouvant abriter des ermites et parce que Zalmoxis a été présenté par certains auteurs comme un prince, alors qu'aucune légende populaire n'étaye ce point de vue et que le mot crai (« prince ») est d'origine slave ;
- les sommets d’Omu (« l'homme » en roumain) ou de Moldoveanu (« le moldave » en roumain) dans les Monts Făgăraș, parce qu'ils sont les plus hauts de Roumanie (mais le savait-on dans l'antiquité, alors que l'actuel territoire roumain n'avait pas encore été défini et que les mesures trigonométriques n'existaient pas ?).